# Horváth István (diplomata)
Horváth István (Budapest, 1943. február 1. –) közgazdász, diplomata.

## Életpályája
A Marx Károly Közgazdaságtudományi Egyetemen 1966-ban szerzett közgazdász diplomát. 1966 és 1979 között a külkereskedő. 1979-től a Magyar Szocialista Munkáspárt Gazdaságpolitikai Osztályának munkatársa. 1983-tól 1984-ig Magyarország hágai nagykövete. 1984 és 1991 között bonni, 1990 júliusa és októbere között berlini nagykövet. 1991 után több jelentős német vállalat tanácsadója. Tanított a Külkereskedelmi Főiskolán, illetve a Budapesti Közgazdaságtudományi Egyetemen is. 1994 és 1995 között Horn Gyula külpolitikai tanácsadója. 2003-tól 2010-ig Magyarország bécsi nagykövete.

## Művei
- Európa megkísértése; Láng, Bp., 1994
- Horváth István–Németh István: ...és a falak leomlanak. Magyarország és a német egység, 1945-1990. Legenda és valóság; Magvető, Bp., 1999 (Lassuló idő) (németül is)
- Az elszalasztott lehetőség. A magyar-német kapcsolatok, 1980-1991; Corvina, Bp., 2009
- Horváth István–Heltai András: A magyar-német játszma. Emlékezés és dokumentumok; Corvina, Bp., 2015